# خزانة الجامع الكبير
تعد خزانة الجامع الكبير بمدينة مكناس من أعرق الخزانات بالمغرب، يرجع تاريخ تأسيسها إلى العهد المريني الممتد بين 668 و869 هـ. (1270الى1465 م). وهي مركز من مراكز الذخائز العظيمة إلى جانب خزانة القرويين بفاس وخزانة الجامع الأعظم بتازة.

## الوصف
ارتبطت خزانة الجامع الكبير بالمسجد وكانت فضاء لدراسة العلوم الدينية والعربية، وفرعا من فروع جامعة القرويين بفاس. كان موقعها الأول في الجهة الغربية من الجامع الكبير ثم نقلت إلى «مجلس الأسبوع»، وهو من مؤسسات أبي زكريا الوطاسي وزير عبد الحق المريني، والواقع في أعلى«سباط الأسبوع» المحمول على الجدار الشرقي للجامع الكبير، وعلى الجدار المقابل من المدرسة الفلالية. وفي عام 1948م انتقلت إلى المكان الذي عمرت فيه 50 سنة إلى غاية عام 1998م الذي نقلت فيه إلى المركب الثقافي بالمدينة الجديدة، مكانها الحالي، حيث ستتحول إلى خزانة جهوية. ورغم عامل الزمن وتقلبات الظروف التي خضعت لها هذه الخزانة، فقد حافظت على جزء هام من ذخائرها النفيسة، إذ يبلغ عدد عناوينها 11710 مطبوعا و 522 مخطوطا، موزعة بين مخطوطات المصاحف والقراءات والتفسير والحديث والسيرة النبوية والتوحيد والتصوف والأوراد والأذكار والفقه والأصول والأدب واللغة والنحو والبلاغة والمنطق والتاريخ والتراجم والطب والتوقيت والحساب وغيرها من مختلف العلوم والفنون؛ علاوة على الدوريات (175). وقد صدر سنة 2004م للباحث عبد السلام البراق - محافظ الخزانة وخادمها- فهرس للمخطوطات المحفوظة فيها، وهو من منشورات وزارة الثقافة المغربية.